# Kościół św. Andrzeja w Trzebieszowicach

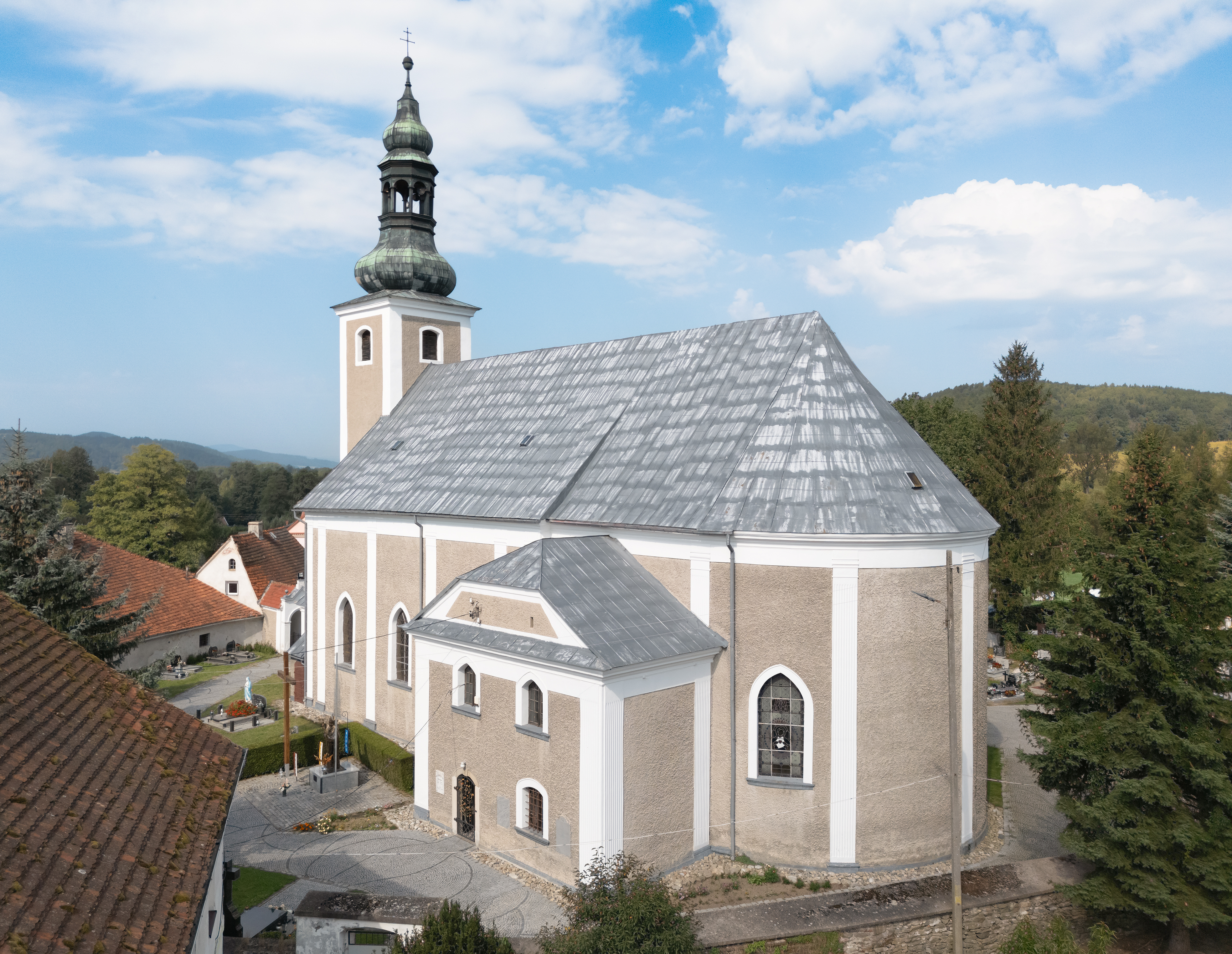
Kościół od zachodu

Kościół św. Andrzeja w Trzebieszowicach – zabytkowy kościół  w Trzebieszowicach.
Obiekt klasycystyczny, neogotycyzujący jednonawowy. Znajduje się tu siedziba rzymskokatolickiej parafii św. Andrzeja Apostoła w Trzebieszowicach. Obecną budowlę wystawiono w 1813 r., gotycka wieża to pozostałość wcześniejszej budowli. Świątynia, jeden z najwcześniejszych przykładów architektury neogotyckiej w regionie, posiada ostrołukowe okna.

## Historia
Trzebieszowice po raz pierwszy wzmiankowano w źródłach z 1264 roku, już w 1269 wzmiankowany jest także kościół we wsi. W 1530 we wsi osiedlił się pierwszy duchowny protestancki, z czasem wyznanie to zaczęło zdobywać coraz większą popularność, której sprzyjała przychylność ówczesnych właścicieli miejscowości, rodu Reichenbachów. W toku wojny trzydziestoletniej wojska cesarskie próbowały dokonać przymusowej konwersji miejscowej ludności na katolicyzm, jednak wywołało to serię buntów i starć zbrojnych pomiędzy  chłopstwem a siłami lojalnymi wobec cesarza. Ostatecznie, podobnie jak w innych parafiach ziemi kłodzkiej, także w Trzebieszowicach kościół w latach 60. XVII wieku przeszedł we władanie protestantów (niektóre źródła podają datę 1654). W XVIII wieku kościół św. Bartłomieja w Skrzynce (niem. Heinzendorf) stał się filią protestanckiej parafii trzebieszowickiej.
Nową świątynię wystawił w 1813 właściciel miejscowości, Joseph von Fürstenberg. Wybudowano ją na miejscu poprzedniego kościoła. Autorem i wykonawcą robót był mistrz Knappe. W czasie prac między inwestorem a wykonawcą doszło do konfliktu o kształt okien, ostatecznie von Fürstenberg przewalczył wykonanie, niespotykanych ówcześnie, ostrołukowych okien. Dzięki temu kościół zyskał rys neogotycki. Elementy renesansowej i barokowej kamieniarki zdobiącej wcześniejszy kościół wmurowano w elewację pobliskiego pałacu Schlabrendorfów.
W pobliżu kościoła znajduje się także zabytkowa kostnica, której wejście zdobi motyw chusty świętej Weroniki.
Wyposażenie kościoła jest w większości klasycystyczne i neobarokowe. Po 1945 do kościoła, wraz z ludnością przesiedleńczą, trafiła część wyposażenia z kościołów św. Mikołaja w Wyżnianach, św. Antoniego w Kurowicach i kościoła filialnego w Sołowej, jednak w kolejnych dekadach uległo ono zniszczeniu. 25 maja 1972 kościół, wraz z pobliskim budynkiem plebanii z początków XIX wieku, został wpisany do rejestru zabytków jako zespół kościoła parafialnego pw. św. Andrzeja z plebanią, pocz. XIX (nr. rejestru zabytków 192/2045).